# Geher-Länderkampf der Frauen Frankreich – BR Deutschland – DDR – Großbritannien – Italien – Schweden – Spanien
| 6. Leichtathletik-Länderkampf mit bundesdeutscher Beteiligung 1989                                          | 6. Leichtathletik-Länderkampf mit bundesdeutscher Beteiligung 1989    |
| --- | --------------------------------------------------------------------- |
| |                                                                       |
| Gehervergleich der Frauen Frankreich – BR Deutschland – DDR – Großbritannien – Italien – Schweden – Spanien |                                                                       |
| Austragungsort                                                                                              | Laval, Département 0000Mayenne                                        |
| Wettbewerbe                                                                                                 | 1                                                                     |
| Datum | 25. Juni                                                              |
| 1. ITA 2. ESP 3. SWE 4. GDR 5. FRA 6. GBR 7. FRG                                                            | 56 Punkte 46 Punkte 42 Punkte 32 Punkte 26 Punkte 15 Punkte 14 Punkte |
| Chronik |                                                                       |
| ← FRA-FRG-GDR-GBR-ITA- 00SWE-ESP Geher (M)                                                                  | GBR-FRG Springer-/Werfer (F) →                                        |

Den sechsten Vergleich des Länderkampfjahres 1989 bestritten die bundesdeutschen Geherinnen parallel mit ihren männlichen Kollegen am 25. Juni in Laval im Département Mayenne, ebenfalls gegen Frankreich, die DDR, Großbritannien, Italien, Schweden und Spanien. Auch für die Frauen war es das erste Aufeinandertreffen unter sieben Teams von Geherinnen.

## Modus
Ausgetragen wurde ein Wettbewerb auf der Straße über zehn Kilometer. Je Land und Disziplin konnten vier Geherinnen antreten, von denen die drei Besten in die Wertung kamen.
- Schweden und Großbritannien waren mit nur jeweils drei Teilnehmerinnen vertreten.
- Die DDR stellte lediglich zwei Geherinnen.

Zur Punkteverteilung liegen keine Angaben vor.

## Ergebnis
In der Einzelwertung siegte eine Italienerin. Dahinter folgten eine Geherin aus der DDR, eine Schwedin, eine weitere Italienerin und eine Spanierin. In der Endabrechnung gewannen die Vertreterinnen Italiens mit 56 Punkten vor den Athletinnen aus Spanien, die auf 46 Punkte kamen. Platz drei belegte Schweden mit 42 Punkten vor der DDR mit 32 Punkten. Dahinter platzierten sich die Geherinnen des Gastgebers Frankreich als Fünfte (26 Punkte) und Großbritanniens als Sechste (fünfzehn Punkte). Den bundesdeutschen Teilnehmerinnen blieb mit vierzehn Punkten nur der siebte und letzte Platz.

## Legende
Kurze Übersicht zur Bedeutung der Symbolik – so üblicherweise auch in sonstigen Veröffentlichungen verwendet:
| DNF | nicht im Ziel (did not finish) |

## Einzelresultate

### 10-km-Straßengehen
| Platz | Athleti               | Land | Zeit (h) |
| ----- | --------------------- | ---- | -------- |
| 01    | Ileana Salvador       | ITA  | 44:02    |
| 02    | Beate Anders          | GDR  | 45:24    |
| 03    | Monica Gunnarsson     | SWE  | 45:36    |
| 04    | Annarita Sidoti       | ITA  | 46:15    |
| 05    | María Reyes Sobrino   | ESP  | 46:32    |
| 06    | Antonnella Marangoni  | ITA  | 46:50    |
| 07    | Eva Cruz              | ESP  | 47:06    |
| 08    | Teresa Palacios       | ESP  | 47:09    |
| 09    | Mari Cruz Díaz        | ESP  | 48:03    |
| 10    | Ann Jansson           | SWE  | 48:16    |
| 11    | Sandy Leddin          | GDR  | 49:03    |
| 12    | Suzanne Griesbach     | FRA  | 49:06    |
| 13    | Madelein Svensson     | SWE  | 49:31    |
| 14    | Catherine Berthonnaud | FRA  | 49:35    |
| 15    | Hellen Elleker        | GBR  | 50:18    |
| 16    | Renate Warz           | FRG  | 50:25    |
| 17    | Valérie Lévêque       | FRA  | 50:30    |
| 18    | Nicky Jackson         | GBR  | 50:56    |
| 19    | Cirsten Verleger      | FRG  | 51:55    |
| 20    | Adelheid Zschieschang | FRG  | 52:44    |
| 21    | Julie Drake           | GBR  | 53:04    |
| 22    | Laurence Vion         | FRA  | 53:18    |
| DNF   | Andrea Brückmann      | FRG  |          |
| DNF   | Erica Alfridi         | ITA  |          |